# Yan Lin Aung
Yan Lin Aung (* 17. August 1996) ist ein myanmarischer Fußballspieler.

## Karriere

### Verein
Yan Lin Aung spielte von 2017 bis 2019 bei Yangon United in Rangun. Wo er vorher gespielt hat, ist unbekannt. Mit Yangon gewann er 2018 die myanmarische Meisterschaft. Nach zwanzig Erstligaspielen wechselte er am 1. Dezember 2019 zum ebenfalls in der ersten Liga spielenden Magwe FC. Für den Verein aus Magwe bestritt er ein Ligaspiel. Wo er von Januar 2021 bis August 2022 spielte, ist unbekannt. Ende August 2022 ging er nach Thailand, wo er einen Vertrag beim Drittligisten Kamphaengphet FC unterschrieb. Mit dem Verein aus Kamphaengphet spielte er elfmal in der Northern Region der Liga. Anfang Dezember 2022 wurde sein Vertrag aufgelöst.

### Nationalmannschaft
Yan Lin Aung spielte 2015 einmal in der myanmarischen U20-Nationalmannschaft. Hier kam er in einem Gruppenspiel gegen die Ukraine im Rahmen der der U20-Weltmeisterschaft in Neuseeland zum Einsatz.

## Erfolge
Yangon United
- Myanmarischer Meister: 2018
- General Aung San Shield: 2018, 2019
- MFF Charity Cup: 2018